# 1148 dans les croisades
Cette page regroupe les évènements concernant les Croisades qui sont survenus en 1148 : 
- 8 janvier : Les Turcs infligent de lourdes pertes à l'armée croisés de Louis VII à Pisidie[1].
- 20 janvier : l'armée de croisés dirigés par Louis VII arrive à Antalya[1].
- 19 mars : l'armée de croisés dirigés par Louis VII arrive à Antioche[2].
- 24 juillet : début du siège de Damas par la seconde croisade[2].
- 28 juillet : Les croisés de la seconde croisade lèvent le siège de Damas[2].
- 24 octobre : Prise de Lérida par les croisés (Reconquista)[1].